# سیارک ۱۶۱۷۱۵
سیارک ۱۶۱۷۱۵ (به انگلیسی: 161715 Wenchuan، نامگذاری:2006MZ12) صد و شصت و یک هزار و هفتصد و پانزدهمین سیارک کشف شده‌است که در ۲۳ ژوئن ۲۰۰۶ کشف شد.